# Thriller (műfaj)
A thriller elsősorban filmes műfaj, neve az angol „thrill” (IPA: θrɪl) szóból jön, ami borzongást jelent. Ennek megfelelően az ismeretlentől való félelmet, ezt az  archetipikus élményt idézi fel, mely az ősidőktől kezdve hat az emberre. Többnyire igaz a műfaj szereplőire, hogy megéreznek egy bizonyos bajt, ami fenyegeti őket, de sokáig nem szembesülnek azzal – ahogy a néző sem –, ezzel jön létre a kívánt feszültség, izgalom a nézőben.
A műfaj jeles képviselője, egyben formálója, megalkotója is volt Alfred Hitchcock angol filmrendező, forgatókönyvíró és producer.